# Paranthrene
Paranthrene là một chi bướm đêm thuộc họ Sesiidae.

## Các loài
- Paranthrene diaphana  Dalla Torre & Strand, 1925
- Paranthrene flammans (Hampson, [1893a])
- Paranthrene insolita  insolita Le Cerf, 1914
  - Paranthrene insolita insolita  Le Cerf, 1914
  - Paranthrene insolita mardina  Špatenka & Laštuvka, 1997
  - Paranthrene insolita polonica  Schnaider, [1939]
  - Paranthrene insolita hispanica  Špatenka & Laštuvka, 1997
- Paranthrene tabaniformis (Rottemburg, 1775)
  - Paranthrene tabaniformis tabaniformis (Rottemburg, 1775)
  - Paranthrene tabaniformis kungessana (Alpheraky, 1882)
  - Paranthrene tabaniformis synagriformis (Rambur, [1866])
- Paranthrene asilipennis (Boisduval in Guerin-Meneville, [1832])
- Paranthrene dollii (Neumoegen, 1894)
- Paranthrene fenestrata  Barnes & Lindsey, 1922
- Paranthrene pellucida  Greenfield & Karandinos, 1979
- Paranthrene robiniae (Edwards, 1880)
- Paranthrene simulans (Grote, 1881)
- Paranthrene dolens (Druce, 1899)
- Paranthrene karli  Eichlin, 1989
- Paranthrene rufocorpus  Eichlin, 1989
- Paranthrene anthrax  Le Cerf, 1916
- Paranthrene callipleura (Meyrick, 1932)
- Paranthrene chalcochlora  Hampson, 1919
- Paranthrene dukei  Bartsch, 2008
- Paranthrene mesothyris  Hampson, 1919
- Paranthrene porphyractis (Meyrick, 1937)
- Paranthrene propyria  Hampson, 1919
- Paranthrene thalassina  Hampson, 1919
- Paranthrene xanthosoma (Hampson, 1910)
- Paranthrene actinidiae  Yang & Wang, 1989
- Paranthrene affinis  Rothschild, 1911
- Paranthrene aureoviridis  Petersen, 2001
- Paranthrene auricollum (Hampson, [1893a])
- Paranthrene aurifera  Hampson, 1919
- Paranthrene cambodialis (Walker, [1865])
- Paranthrene chrysochloris (Hampson, 1897)
- Paranthrene cupreivitta (Hampson, [1893])
- Paranthrene cyanogama  Meyrick, 1930
- Paranthrene cyanopis  Durrant, 1915
- Paranthrene dohertyi (Rothschild, 1911)
- Paranthrene dominiki  Fischer, 2006a
- Paranthrene gracilis (Swinhoe, 1890)
- Paranthrene henrici  Le Cerf, 1916
- Paranthrene hyalochrysa  Diakonoff, 1954
- Paranthrene javana  Le Cerf, 1916b
- Paranthrene leucocera  Hampson, 1919
- Paranthrene meeki (Druce, 1898)
- Paranthrene metallica (Hampson, [1893])
- Paranthrene metaxantha  Hampson, 1919
- Paranthrene microthyris  Hampson, 1919
- Paranthrene minuta (Swinhoe, 1890)
- Paranthrene noblei (Swinhoe, 1890)
- Paranthrene oberthueri  Le Cerf, 1916
- Paranthrene panorpaeformis (Boisduval, [1875])
- Paranthrene poecilocephala  Diakonoff, [1968]
- Paranthrene pulchripennis (Walker, 1862)
- Paranthrene rufifinis (Walker, 1862)
- Paranthrene sesiiformis  Moore, 1858
- Paranthrene tristis  Le Cerf, 1917
- Paranthrene zoneiventris  Le Cerf, 1916
- Paranthrene zygophora  Hampson, 1919